# Meuse (pétrolier-ravitailleur)
Pour les articles homonymes, voir Meuse.
La Meuse est l'un des cinq pétroliers ravitailleurs de classe Durance de la Marine nationale française. Mis à l'eau à Brest en décembre 1978, il est en service de 1980 à 2015 puis désarmé. Il a quitté Toulon en décembre 2023 pour Bassens (Gironde) où son ferraillage devrait être achevé fin juin 2024.

## Caractéristiques
Mis sur cale le 2 juin 1977 et lancé à Brest le 2 décembre 1978, le pétrolier ravitailleur (PR) Meuse (symbole de coque  A607) est admis au service actif le 21 novembre 1980. Il est parrainé par le conseil général de la Meuse.
La Meuse dispose de plus grandes capacités de transport de carburant aviation TR5 (3 000 tonnes contre 1 100) que ses sister-ships mais d'une capacité en gazole moindre (5 200 tonnes contre 8 400). 

## Opérations de combat
Le pétrolier Meuse a participé aux opérations suivantes :
- l'opération OLIFANT en 1983-1984 avec le porte-avions Foch et le porte-avions Clemenceau ;
- l'opération Daguet en 1991 ;
- l'opération Trident en 1999 avec le porte-avions Foch ;
- l'opération Héraclès en 2001 avec le porte-avions Charles-de-Gaulle ;
- l'opération Agapanthe en 2010-2011 au large de l'Inde avec le porte-avions Charles-de-Gaulle ;
- l'opération Harmattan en 2011 avec le porte-avions Charles-de-Gaulle.
- l'Opération Chammal en janvier 2015 avec le porte-avions Charles-de-Gaulle. Il appareille pour sa dernière mission[1].

## Fin de vie
Le bâtiment effectue sa dernière sortie en mer le 6 juin 2015 puis est retiré du service le 16 décembre 2015. En décembre 2023, il quitte Toulon en remorquage pour être ferraillé à Bassens, dans l'estuaire de la Gironde,. Après une période de désamiantage, la Meuse est entrée dans une des fosses de Bassens le 5 mars 2024 et a été entièrement été déconstruite à la fin de juin 2024. Sur les 90 000 tonnes de métaux, 98 % sont recyclés.

## Liste des commandants
Son dernier commandant est le capitaine de vaisseau Bertrand Hudault.